# Аденома третьего века

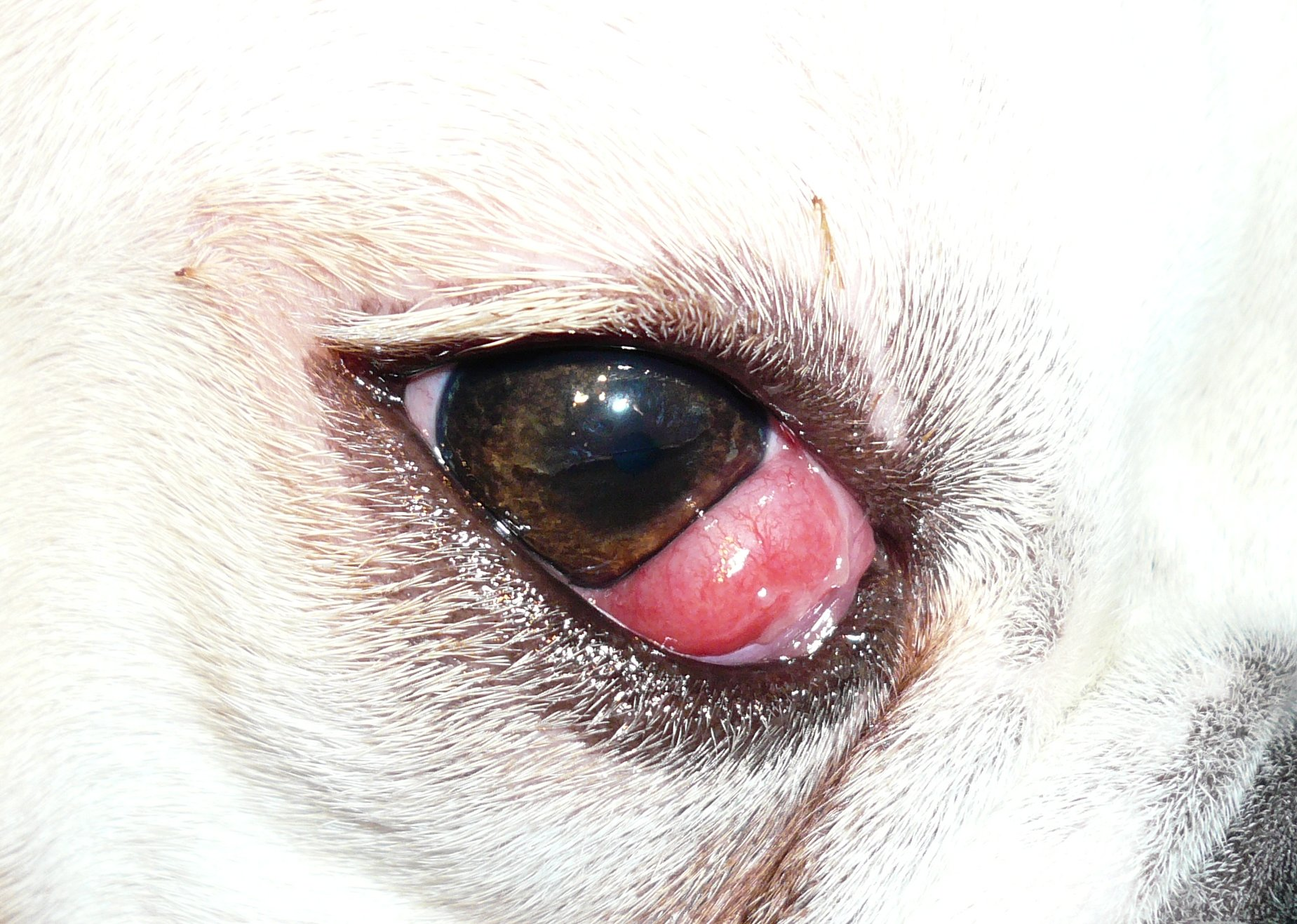
Крупный план вишнёвого глаза

Аденома третьего века или вишнёвый глаз — дефект мигательной перепонки, также называемой третьим веком, присутствующей в глазах собак и кошек. Вишнёвый глаз чаще всего наблюдается у молодых собак в возрасте до двух лет. Распространённые неправильные обозначения включают аденит, гиперплазию, аденому железы третьего века; однако вишнёвый глаз не вызван гиперплазией, неоплазией или первичным воспалением. У многих видов третье веко играет важную роль в зрении, снабжая глаз кислородом и питательными веществами посредством образования слёз. Обычно железа может вывернуться наизнанку без отрыва. Вишнёвый глаз возникает из-за дефекта соединительнотканной связки, которая отвечает за прикрепление железы к надкостнице глазницы. Этот дефект заставляет железу выпадать и выдаваться из глаза в виде красной мясистой массы. Проблемы возникают, когда чувствительная ткань высыхает и подвергается внешней травме. Облучение ткани часто приводит к вторичному воспалению, опуханию или инфекции. В отсутствие своевременного лечения это состояние может привести к синдрому сухого глаза и другим осложнениям.

## Описание
Вишнёвый глаз чаще всего встречается у молодых собак, особенно таких пород, как кавалер-кинг-чарльз-спаниель, английский бульдог, лхасский апсо, ши-тцу, вест-хайленд-уайт-терьер, мопс, бладхаунд, американский кокер-спаниель, английский кокер-спаниель и бостон-терьер. Вишнёвый глаз редко встречается у кошек, но всё же может возникнуть. Этот дефект наиболее распространен у бурманской породы кошачьих. Подобное состояние может возникать и у карликовых вислоухих кроликов, которое встречается в гардеровой железе. Необходимо аналогичное хирургическое вмешательство.
Вишнёвый глаз не считается генетической проблемой, так как никаких доказательств наследования не установлено. Мигательная перепонка содержит много желез, которые сливаются и работают как единая железа. Как правило, железы выделяют слезы для смазки роговицы. Отсутствие связки позволяет железе переворачиваться, вызывая выпадение железы. Симптомы включают видимую мясистую массу, ненормальное образование слез и выделения или дренаж из глаза. Вишнёвый глаз обычно диагностируется при осмотре конъюнктивы и мигательной перепонки. Наиболее очевидным симптомом вишнёвого глаза является округлая мясистая масса в средней глазной щели, по внешнему виду сходная с плодом, в честь которого она названа. Эта масса может быть односторонней или «двусторонней». Оба глаза могут оказаться поражены в разное время жизни животного. Другие симптомы вишнёвого глаза включают дренаж из глаз и ненормальное слезотечение. Первоначально вишнёвый глаз приводит к перепроизводству слезы, но в конечном итоге приводит к недостаточному слезообразованию.

## Лечение

### Безоперационное
Вишнёвый глаз на ранней стадии можно устранить с помощью массажа закрытого глаза по диагонали в сторону морды или иногда самокоррекцией, самопроизвольной или с помощью антибиотиков и стероидов. Иногда пролапс будет исправляться без помех или с небольшими физическими ручными массажными манипуляциями по мере необходимости в сочетании с приёмом лекарств.

### Хирургическое
Хирургия является наиболее распространенным средством исправления вишнёвого глаза. Хирургическое вмешательство включает закрепление железы, а не удаление, путем прикрепления мигательной перепонки к орбитальному ободу. В сильно инфицированных случаях могут понадобиться предоперационные антибиотики в виде глазной мази. Удаление железы когда-то считалось приемлемым лечением, поскольку после него глаз кажется совершенно нормальным. Однако несмотря на косметическую привлекательность, удаление железы снижает образование слез на 30 процентов. Слезообразование имеет важное значение для поддержания и защиты глаз от внешней среды. Снижение слезообразования особенно проблематично у пород животных, предрасположенных к сухому кератоконъюнктивиту, также известному как синдром сухого глаза. При удалении мигательной перепонки возрастает вероятность этого осложнения в более позднем возрасте животного.

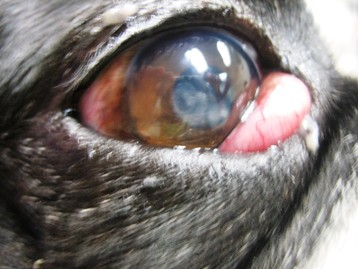
Крупный план выпадения железы у мелкой породы собак

Сухой кератоконъюнктивит редко встречается у собак, поражая всего один процент популяции. Это хронический дегенеративный конъюнктивит, который может привести к ухудшению зрения и слепоте. Он имеет широкий спектр причин, в том числе лекарственную токсичность, вишнёвый глаз, перенесенную операцию, травму и облучение. Сухой кератоконъюнктивит можно лечить, но лечение часто продолжается всю дальнейшую жизнь животного.
В отличие от этого, существует несколько хирургических процедур лечения вишнёвого глаза. Закрепление железы приводит к снижению сухости глаз на более поздних этапах жизни. Типы хирургических операций делятся на две группы: процедуры закрепления и процедуры с карманами и конвертами В настоящее время существует не менее 8 хирургических методов. В процедурах закрепления выпавшая железа должна быть пришита к периорбитальной фасции, склере или основанию третьего века . Напротив, карманные процедуры включают ушивание здоровой ткани вокруг выпавшей, чтобы локализовать и закрепить её. Каждый из этих методов может быть выполнен с передним или верхним подходом, в зависимости от того, какое направление ушивания вызовет наименьшие осложнения для глаза.

#### Метод крепления
Первоначально метод крепления включал в себя сшивание железы к орбите. Этот метод был заменен с течением времени из-за рискованного и сложного характера операции, наряду с высокой частотой рецидивов. Закрепление с задним доступом может нарушить нормальное выведение жидкости. Впоследствии был принят передний доступ. Недостатки методов закрепления включают ограниченную подвижность третьего века, что существенно для функций распределения жидкости и самоочищения. В настоящее время изучаются новые процедуры, позволяющие прикрепить мигательную перепонку, не ограничивая движения третьего века. В немногих исследованиях сравниваются результаты операций, поэтому выбор процедуры является вопросом предпочтения того или иного хирурга.

#### Конверт / карманный метод
Метод конвертов, часто называемый карманной техникой, требует наложения швов на ткани вокруг пролапса, заключая его в слой конъюнктивы. Карманные техники легче всего изучать врачам. Карманные методы также имеют переднюю и заднюю версии. Методы последующего наложения швов являются наиболее часто используемыми, поскольку они вызывают наименьшие осложнения без каких-либо нарушений слезообразования. Операция должна проводиться только опытным хирургом. Неквалифицированное хирургическое вмешательство может привести ко многим осложнениям, включая кисты на глазу.

## Прогноз

### Без хирургического вмешательства
Ранее лечение считалось необязательным, пока не была осознана роль мигательной перепонки. Железа отвечает за 40-50 % производства слезы. При длительном воздействии железа подвергается риску травмы, вторичной инфекции и снижения слезообразования. При отсутствии лечения могут возникнуть многие осложнения: для предотвращения воспаления рекомендуется проводить массаж закрытого глаза.

### Послеоперационный
Послеоперационное лечение включает глазную мазь с антибиотиком три раза в день в течение двух недель. При современных методах частота рецидивов пролапса минимальна. Большинство методов дают вероятность повторного выпадения перепонки от нуля до четырёх процентов. Иногда требуется дополнительная или повторная операция. Благодаря лечению животные могут жить полноценной жизнью.